# Bukowina Sycowska (gromada)
Bukowina Sycowska – dawna gromada, czyli najmniejsza jednostka podziału terytorialnego Polskiej Rzeczypospolitej Ludowej w latach 1954–1972.
Gromady, z gromadzkimi radami narodowymi (GRN) jako organami władzy najniższego stopnia na wsi, funkcjonowały od reformy reorganizującej administrację wiejską przeprowadzonej jesienią 1954 do momentu ich zniesienia z dniem 1 stycznia 1973, tym samym wypierając organizację gminną w latach 1954–1972.
Gromadę Bukowina Sycowska z siedzibą GRN w Bukowinie Sycowskiej utworzono – jako jedną z 8759 gromad na obszarze Polski – w powiecie sycowskim w woj. wrocławskim, na mocy uchwały nr 26/54 WRN we Wrocławiu z dnia 2 października 1954. W skład jednostki weszły obszary dotychczasowych gromad Bukowina Sycowska, Bąków, Kamień i Królewska Wola ze zniesionej gminy Międzybórz oraz Dziesławice ze zniesionej gminy Wojciechowo Wielkie w tymże powiecie. Dla gromady ustalono 12 członków gromadzkiej rady narodowej.
1 lipca 1968 gromadę zniesiono, a jej obszar włączono do gromady Międzybórz w tymże powiecie.